# Ferdinand Hendrik Hubert Borret
Ferdinand Hendrik Hubert Borret ('s-Hertogenbosch, 13 februari 1819 - Klundert, 29 maart 1900) was een Nederlands politicus.
Borret was een afgevaardigde in de Tweede Kamer voor het district Tilburg namens de katholieken. Hij was de zoon van de Brabantse Gouverneur en verwant aan diverse katholieke patriciërsfamilies. Hij was in de Kamer trouw op zijn post, maar sprak zelden. Dat hij desondanks enig aanzien genoot in de Kamer zou kunnen worden afgeleid uit het feit dat hij enkele keren op de voordracht voor het Kamervoorzitterschap werd geplaatst.
- Biografisch Portaal: 84844251
- Parlement.com: vg09lkyhygzt